# Hermitage, Pennsylvania
Hermitage är en ort i Mercer County i delstaten Pennsylvania, USA.